# Нисан (река)
Нисан (на шведски: Nissan) е река в Южна Швеция (провинции Йоншьопинг и Халанд), вливаща се в протока Категат на Балтийско море, с дължина 200 km и площ на водосборния басейн 2685 km².

## Географска характеристика
Река Нисан води началото си на 285 m н.в. от северозападната част на платото Смоланд, на 10 km югозападно от град Йоншьопинг, лен Йоншьопинг, Южна Швеция. По цялото си протежение тече в посока юг-югозапад предимно в широка и плитка долина в отделни участъци с бързеи и прагове и преминава през няколко малки проточни езера. Влива се в северната част на залива Лахолмсбуктен, източната част на протока Категат на Балтийско море, при град Халмстад, лен Халанд.
Водосборният басейн на река Нисан обхваща площ от 2685 km². Речната ѝ мрежа е едностранно развита, с повече и по-дълги десни притоци. На запад, север и изток водосборният басейн на Нисан граничи с водосборните басейни на реките Етран, Гьотаелвен, Лаган и други по-малки, вливащи се в Балтийско море. Основни притоци: леви – Свинон; десни – Елгон, Вестерон, Естерон.
Нисан има снежно-дъждовно подхранване с ясно изразено пролетно пълноводие и зимно маловодие. Средният годишен отток в устието ѝ е 41 m³/s. През зимата замръзва за период от 2 – 3 месеца.

## Стопанско значение, селища
По течението на реката са изградени няколко ВЕЦ-а с обща мощност 52 Мвт. Част от водите ѝ се използват за битово и промишлено водоснабдяване. Долината ѝ е гъсто заселена, като най-големите селища, разположени по течението ѝ, са градовете: Иславед, Смоландстенар, Хюлтебрук, Оскарстрьом и Халмстад.